# Єдліна (Сілезьке воєводство)
Єдліна (пол. Jedlina, нім. Jedlin) — село в Польщі, у гміні Бойшови Берунсько-Лендзінського повіту Сілезького воєводства.
Населення — 464 особи (2011).
У 1975-1998 роках село належало до Катовицького воєводства.

## Демографія
Демографічна структура станом на 31 березня 2011 року:
|          | Загалом | Допрацездатний вік | Працездатний вік | Постпрацездатний вік |
| -------- | ------- | ------------------ | ---------------- | -------------------- |
| Чоловіки | 231     | 48                 | 164              | 19                   |
| Жінки    | 233     | 61                 | 137              | 35                   |
| Разом    | 464     | 109                | 301              | 54                   |